# Montmagny (municipio regional de condado)
Montmagny es un municipio regional de condado (MRC) de Quebec en Canadá. Está ubicado en la región administrativa de Chaudière-Appalaches. La sede y municipio más poblado es Montmagny.

## Geografía

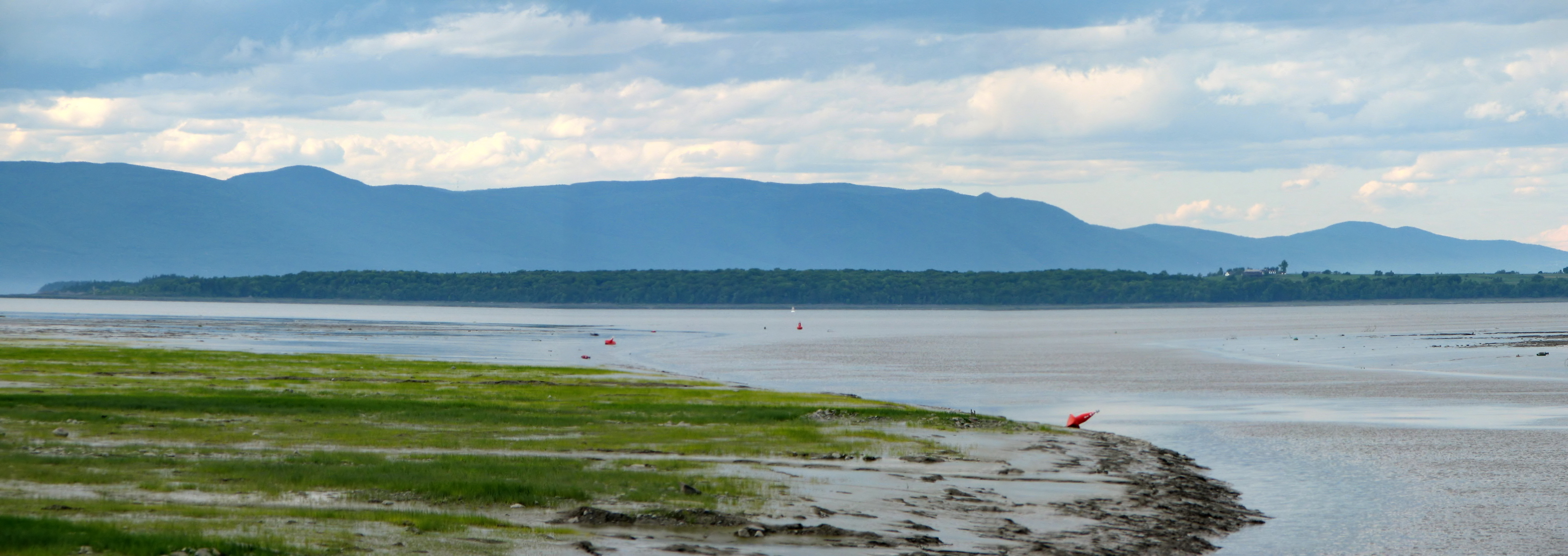
Isle aux Grues

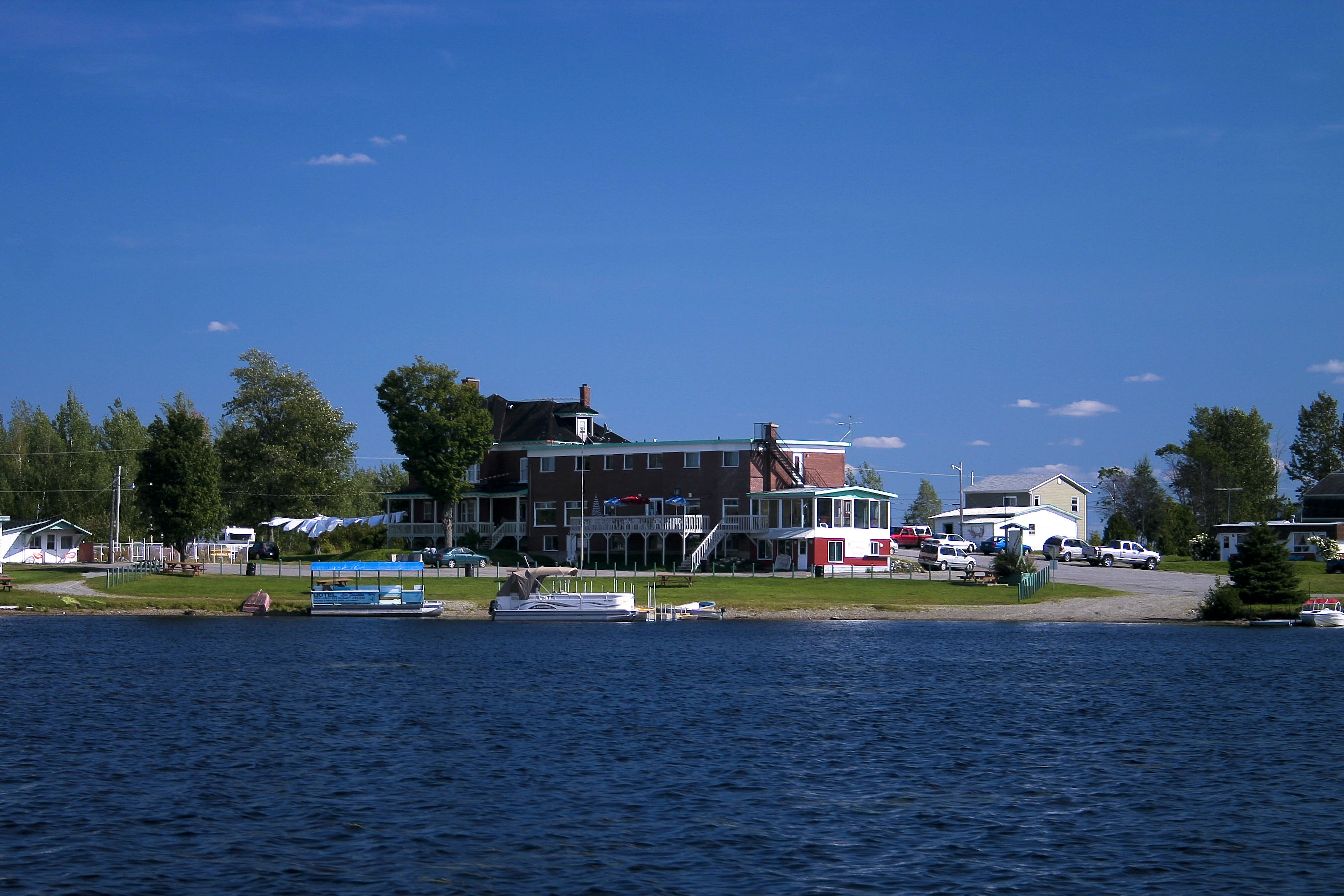
Lac-Frontière

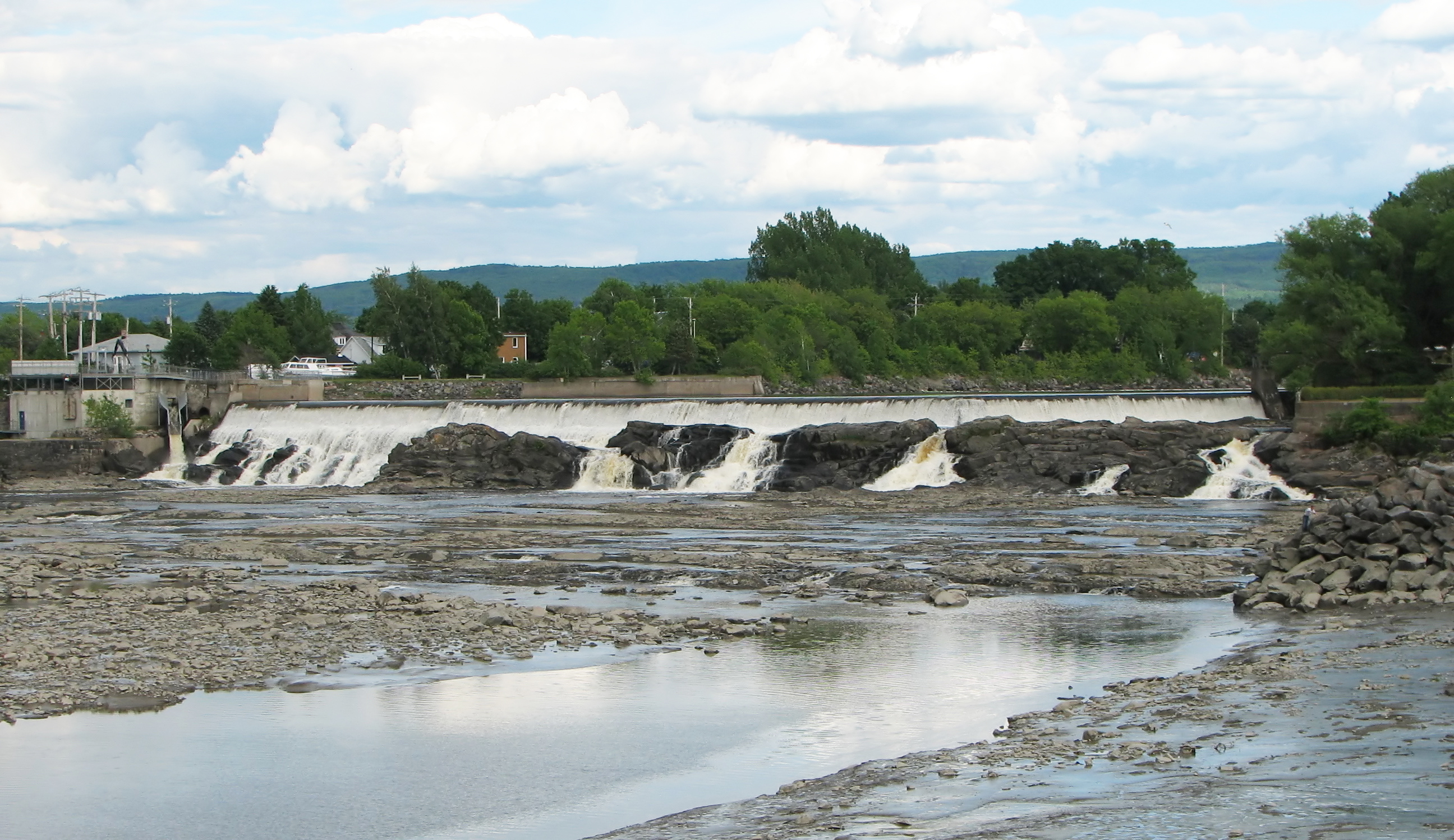
Carateras de la Rivière du Sud

El MRC está ubicado entre el río San Lorenzo y los Estados Unidos, en la parte noreste de Chaudière-Appalaches. Limita al noreste con el MRC de L'Islet, al este con el condado de Aroostook, al sur con Les Etchemins, al suroeste con Bellechasse, al noroeste con el San Lorenzo. Enfrente se encuentra la isla de Orleans, la Costa de Beaupré y Charlevoix. Su superficie total es de 2060 km², de los cuales 1693 km² son tierra firme. El MRC se encuentra al encuentro de muchas regiones naturales: el litoral sur del estuario con su zona marítimo-terrestre, la meseta de la Rivière du Sud, los montes Notre-Dame y la cadena de Bellechasse.

## Urbanismo
La red viaria incluye la autopista 20 y la carretera 132 al norte, que unen Montmagny a Lévis y Rivière-du-Loup. La carretera 283, que une Montmagny a Saint-Just-de-Bretenières, atraviesa el territorio del MRC del norte al sur. Las carreteras 204 y 216 son de orientación este-oeste al sur y al centro del territorio.

## Historia

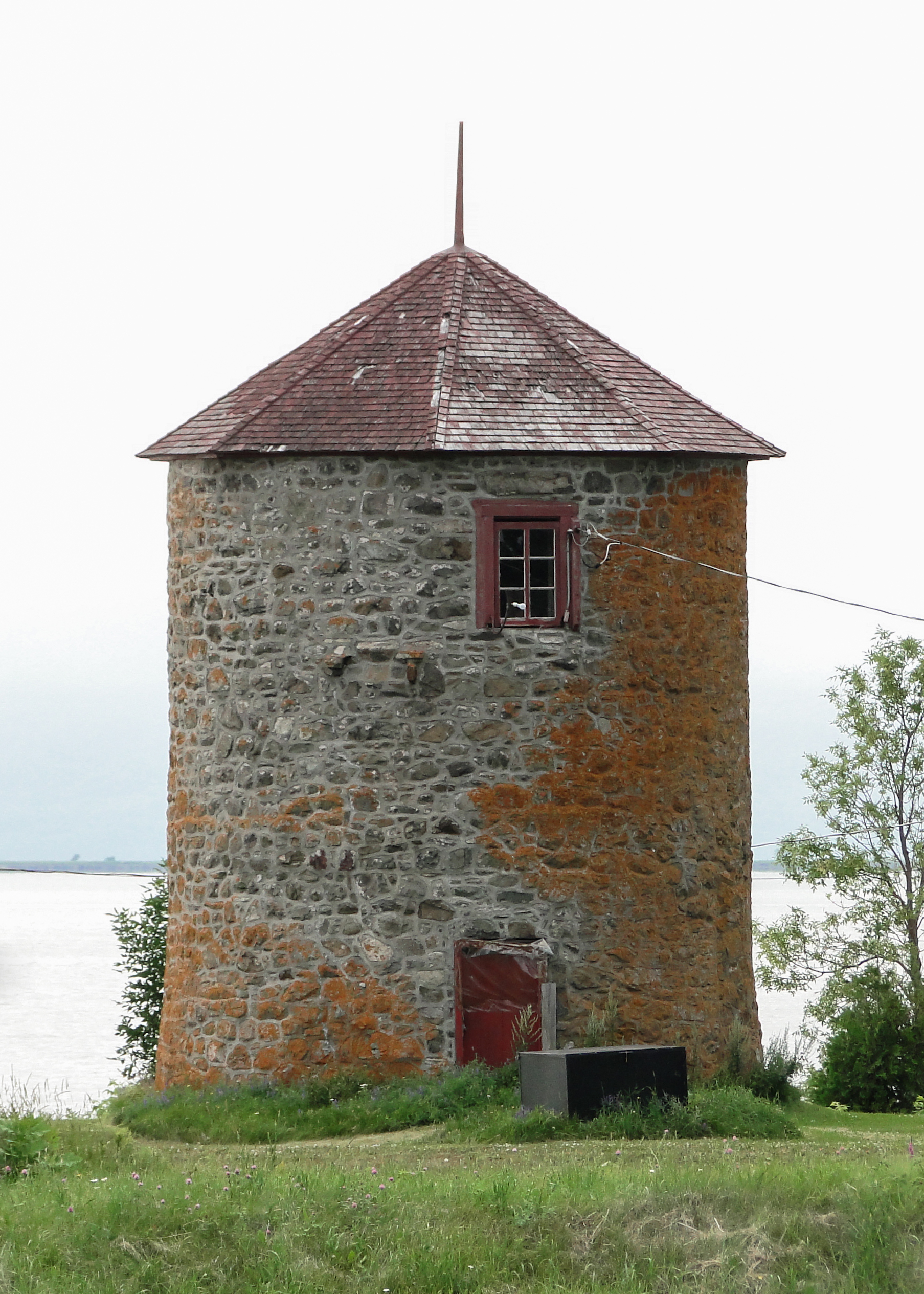
Molino Vincelotte en Cap-Saint-Ignace (1690)

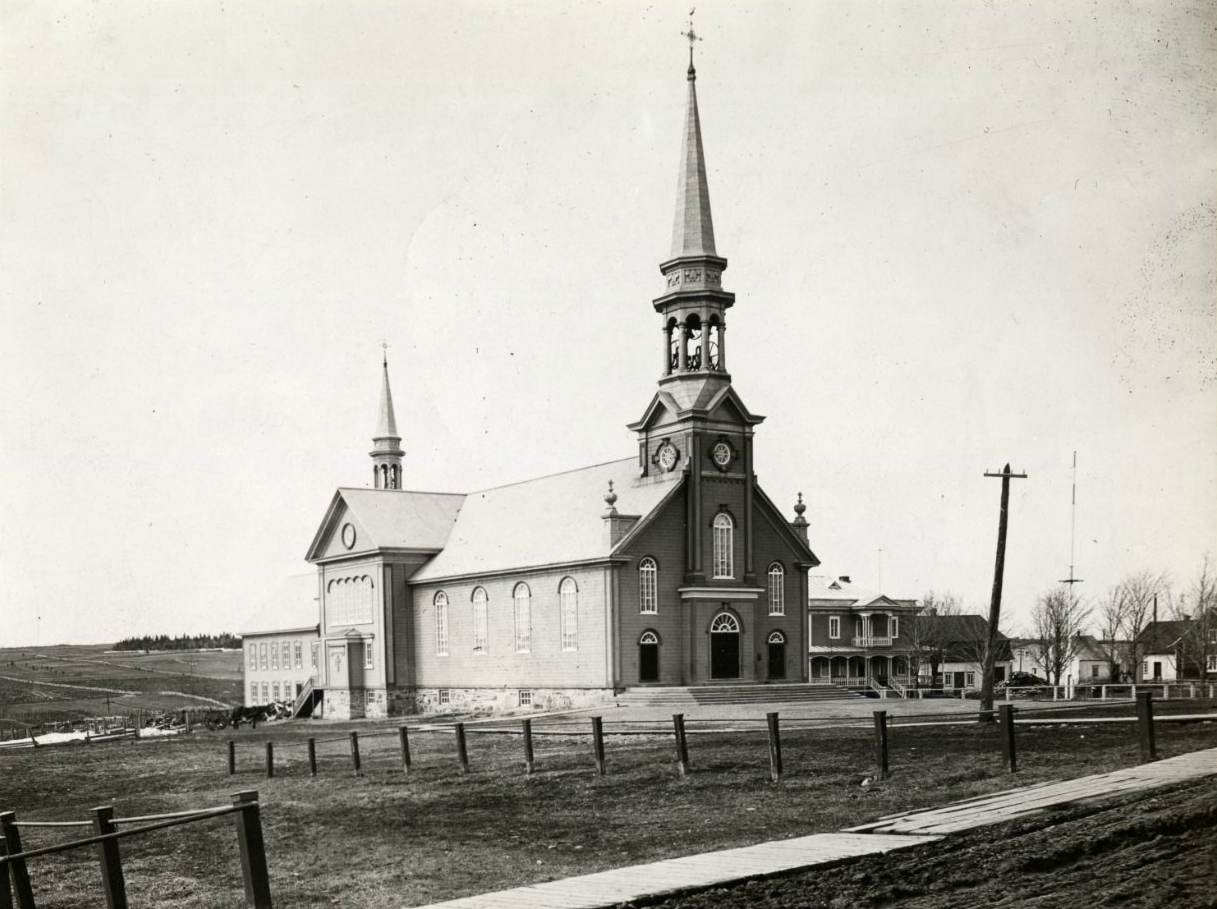
Iglesia de Saint-Paul-de-Montminy en 1925

El MRC de Montmagny, constituyendo en 1982, sucedió al antiguo condado de Montmagny.

## Política
El prefecto actual (2015) es Jean-Guy Desrosiers, alcalde de Montmagny. 
El territorio del MRC forma parte de las circunscripciones electorales de Côte-du-Sud a nivel provincial y de Montmagny—L'Islet—Kamouraska—Rivière-du-Loup a nivel federal.

## Demografía
Según el censo de Canadá de 2011, había 22 877 habitantes en este MRC. La densidad de población era de 13,5 hab./km². La población ha disminuido de 324 personas (1,4 %) entre 2006 y 2011. En 2011, el número total de inmuebles particulares era de 11 559, de los que 10 251 estaban ocupados por residentes habituales, los otros siendo desocupados o segundas residencias. La población es en mayoría francófona y rural.
Evolución de la población total, 1991-2015

## Economía
La economía local es basada sobre la agricultura y la industria de transformación, particularmente la alimentación, el madera, el mueble, el textil y los productos metálicos y eléctricos.

## Comunidades locales
Hay 14 municipios en el territorio del MRC de Montmagny.
| Código | Nombre                              | Tipo      | Fecha de constitución | Área total (km²) | Área agua (km²) | Área tierra (km²) | Población 2014 | Gentilicio (en francés) | Densidad (hab./km²) | DT | Número de concejales | CEP         | CEF                                          |
| ------ | ----------------------------------- | --------- | --------------------- | ---------------- | --------------- | ----------------- | -------------- | ----------------------- | ------------------- | -- | -------------------- | ----------- | -------------------------------------------- |
| 18005  | Saint-Just-de-Bretenières           | Municipio | 27.05.1918            | 133,35           | 0,72            | 132,63            | 683            | Saint-Justois, e*       | 5,1                 | S  | 6                    | Côte-du-Sud | Montmagny—L'Islet—Kamouraska—Rivière-du-Loup |
| 18010  | Lac-Frontière                       | Municipio | 07.02.1916            | 51,47            | 1,46            | 50,01             | 202            | Frontiérois, e*         | 4,0                 | S  | 6                    | Côte-du-Sud | Montmagny—L'Islet—Kamouraska—Rivière-du-Loup |
| 18015  | Saint-Fabien-de-Panet               | Parroquia | 26.03.1907            | 189,26           | 1,88            | 187,38            | 951            | Panétois, e*            | 5,1                 | S  | 6                    | Côte-du-Sud | Montmagny—L'Islet—Kamouraska—Rivière-du-Loup |
| 18020  | Sainte-Lucie-de-Beauregard          | Municipio | 19.11.1924            | 81,99            | 0,67            | 81,32             | 293            | Beauregardois, e*       | 3,6                 | S  | 6                    | Côte-du-Sud | Montmagny—L'Islet—Kamouraska—Rivière-du-Loup |
| 18025  | Sainte-Appoline-de-Patton           | Parroquia | 14.12.1909            | 258,44           | 1,66            | 256,78            | 589            | Appolinois, e*          | 2,3                 | S  | 6                    | Côte-du-Sud | Montmagny—L'Islet—Kamouraska—Rivière-du-Loup |
| 18030  | Saint-Paul-de-Montminy              | Municipio | 01.01.1862            | 164,26           | 1,06            | 163,20            | 805            | Montminyen, ne*         | 4,9                 | S  | 6                    | Côte-du-Sud | Montmagny—L'Islet—Kamouraska—Rivière-du-Loup |
| 18035  | Sainte-Euphémie-sur-Rivière-du-Sud  | Municipio | 20.07.1907            | 93,50            | 1,03            | 92,47             | 330            | Sudriverain, e*         | 3,6                 | S  | 6                    | Côte-du-Sud | Montmagny—L'Islet—Kamouraska—Rivière-du-Loup |
| 18040  | Notre-Dame-du-Rosaire               | Municipio | 18.12.1894            | 163,66           | 0,69            | 162,97            | 367            | Rosarien, ne*           | 2,3                 | S  | 6                    | Côte-du-Sud | Montmagny—L'Islet—Kamouraska—Rivière-du-Loup |
| 18045  | Cap-Saint-Ignace                    | Municipio | 01.07.1855            | 206,52           | 1,35            | 205,17            | 3063           | Capignacien, ne*        | 14,9                | S  | 6                    | Côte-du-Sud | Montmagny—L'Islet—Kamouraska—Rivière-du-Loup |
| 18050  | Montmagny                           | Ciudad    | 02.04.1966            | 145,54           | 21,53           | 124,01            | 11 399         | Magnymontois, e*        | 91,9                | D  | 6                    | Côte-du-Sud | Montmagny—L'Islet—Kamouraska—Rivière-du-Loup |
| 18055  | Saint-Pierre-de-la-Rivière-du-Sud   | Parroquia | 01.07.1855            | 91,88            | 0,81            | 91,07             | 922            | Saint-Pierrois, e*      | 10,1                | S  | 6                    | Côte-du-Sud | Montmagny—L'Islet—Kamouraska—Rivière-du-Loup |
| 18060  | Saint-François-de-la-Rivière-du-Sud | Municipio | 01.07.1855            | 96,80            | 1,02            | 95,78             | 1600           | Sudfranciscois, e*      | 16,7                | S  | 6                    | Côte-du-Sud | Montmagny—L'Islet—Kamouraska—Rivière-du-Loup |
| 18065  | Berthier-sur-Mer                    | Municipio | 01.07.1855            | 26,86            | 0,02            | 26,84             | 1478           | Berthelais, e*          | 55,1                | S  | 6                    | Côte-du-Sud | Montmagny—L'Islet—Kamouraska—Rivière-du-Loup |
| 18070  | Saint-Antoine-de-l’Isle-aux-Grues   | Parroquia | 01.07.1855            | 24,16            | 0,18            | 23,98             | 141            | Gruois, e*              | 5,9                 | S  | 6                    | Côte-du-Sud | Montmagny—L'Islet—Kamouraska—Rivière-du-Loup |
| 180    | Montmagny                           | MRC       | 01.01.1982            | 1727,69          | 34,08           | 1693,61           | 22 823         | Magnymontien, ne        | 13,5                | …  | …                    | Côte-du-Sud | Montmagny—L'Islet—Kamouraska—Rivière-du-Loup |

DT división territorial, D distritos, S sin división; CEP circunscripción electoral provincial, CEF circunscripción electoral federal; * Oficial, ⁰ No oficial